# Шалаев, Олег Степанович
Олег Степанович Шалаев (род. 14 июня 1968 года, Омск) — российский преподаватель и тренер высшей категории по гандболу. Ректор Сибирского государственного университета физической культуры и спорта (с 2016 года). Доцент (2004). Кандидат педагогических наук (2014).

## Биография
Олег Степанович Шалаев родился 14 июня 1968 года в Омске. В 1991 году окончил Омский государственный институт физической культуры.
С 1992 по 2013 год работал главным тренером мужской гандбольной команды «Скиф» из Омска, выступающей в высшей лиге чемпионата России. Среди воспитанников Шалаева 2 мастера спорта и более 20 кандидатов в мастера спорта России.
В 1990 году Олег Степанович начал работать преподавателем в СибГУФК, позже стал старшим преподавателем. С 2001 по 2004 год был заведующим кафедрой теории и методики спортивных игр, с 2004 по 2008 год — проректором по спортивной работе, с 2008 по 2012 год — проректором по общим вопросам, с 2013 по 2014 год — проректором по социальным вопросам и внеучебной работе. В 2014 году работал доцентом кафедры теории и методики спортивных игр.
В 2014 году защитил диссертацию по теме «Микроструктура тренировочного процесса мужских гандбольных команд в соревновательном периоде». С 2014 по 2016 год являлся проректором по спортивной и внеучебной работе.
В январе 2016 года избран ректором Сибирского государственного университета физической культуры и спорта.
С 2015 года также является членом Исполкома и председателем комиссии по студенческому гандболу Федерации гандбола России. В 2014 году возглавлял делегацию сборной России на чемпионате мира по гандболу среди студентов в Португалии. В 2015 году руководил российской гандбольной делегацией на летней Универсиаде в Южной Корее.

## Награды и звания
- Почётный знак «За заслуги в развитии Олимпийского движения в России» (2010).
- Памятная медаль «XXII Олимпийские зимние игры и XI Паралимпийские зимние игры 2014 года в г. Сочи» (2014).
- Нагрудный знак «Отличник физической культуры и спорта» (2015)[12].
- Заслуженный работник физической культуры Омской области (17 мая 2025) — за заслуги перед Омской областью в развитии физической культуры и спорта, пропаганду здорового образа жизни

## Публикации
- Шалаев О. С., Филатова Н. П. Микроструктура тренировочного процесса в соревновательном периоде подготовки мужских гандбольных команд. — Ученые записки университета им. П. Ф. Лесгафта, 2014.